# Осока зближена
Осока зближена (Carex appropinquata) — вид рослин родини осокові (Cyperaceae), поширений у Європі й західній Азії.

## Опис
Багаторічна трав'яниста рослина 50–100 см заввишки. Листові пластинки 3–4 мм шириною. Нижні лускоподібні листки коричнево-чорні або майже чорні, розпадаються на численні прості волокна, що одягають основи пагонів; іноді на волокна розпадаються тільки кінчики лускоподібних листків. Суцвіття 5–6 см завдовжки. Покривні луски жіночих квіток з вузькою плівчастою облямівкою. Мішечки попереду з 10–13 жилками.

## Поширення
Поширений у Європі й західній Азії; рослина помірних, альпійських (до 1500 м) і бореальних зон.
В Україні населяє осокові болота, розріджені чорновільшняки. Росте в Поліссі, Лісостепу і Прикарпатті, звичайний.

## Галерея

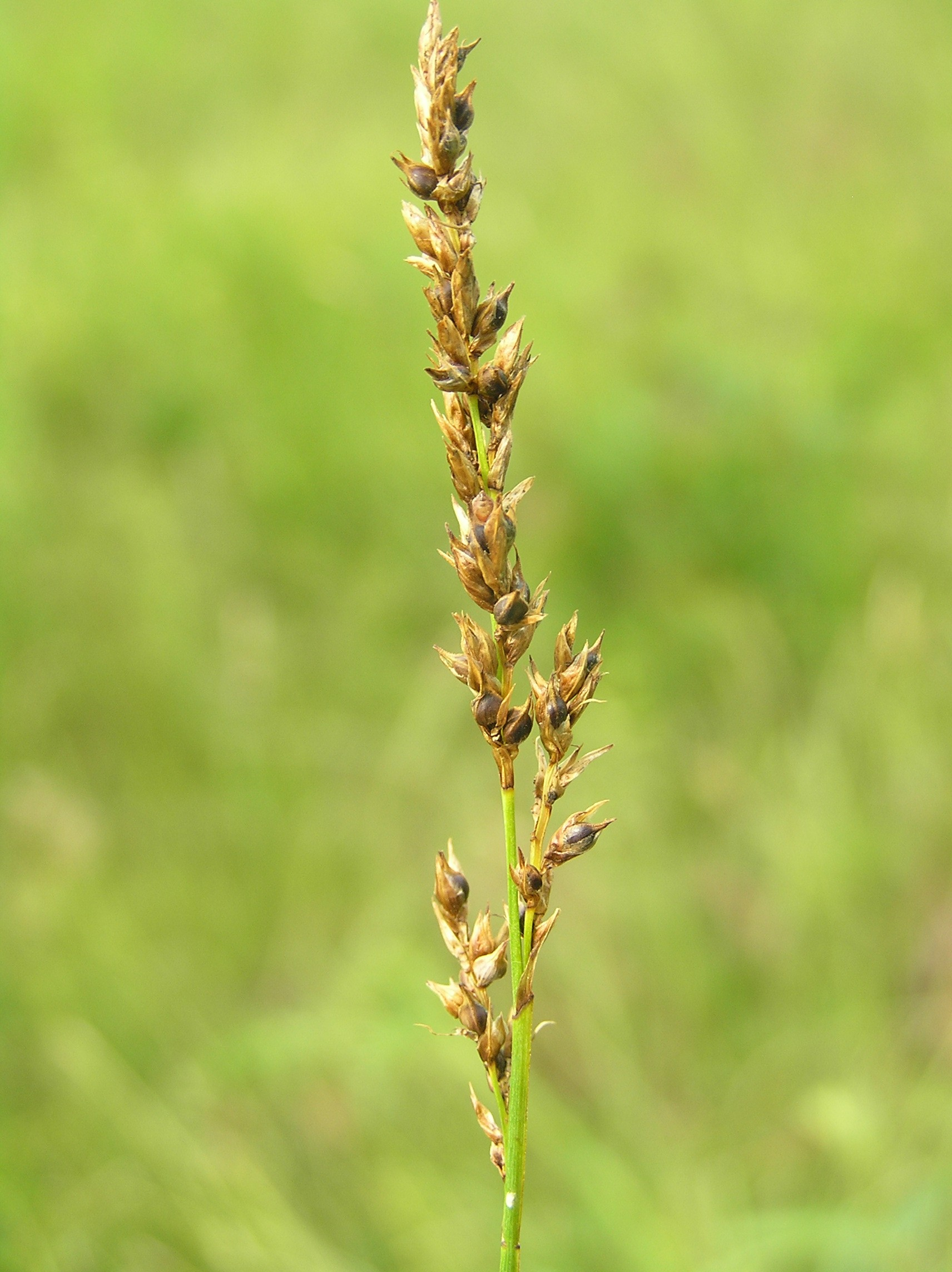
суцвіття
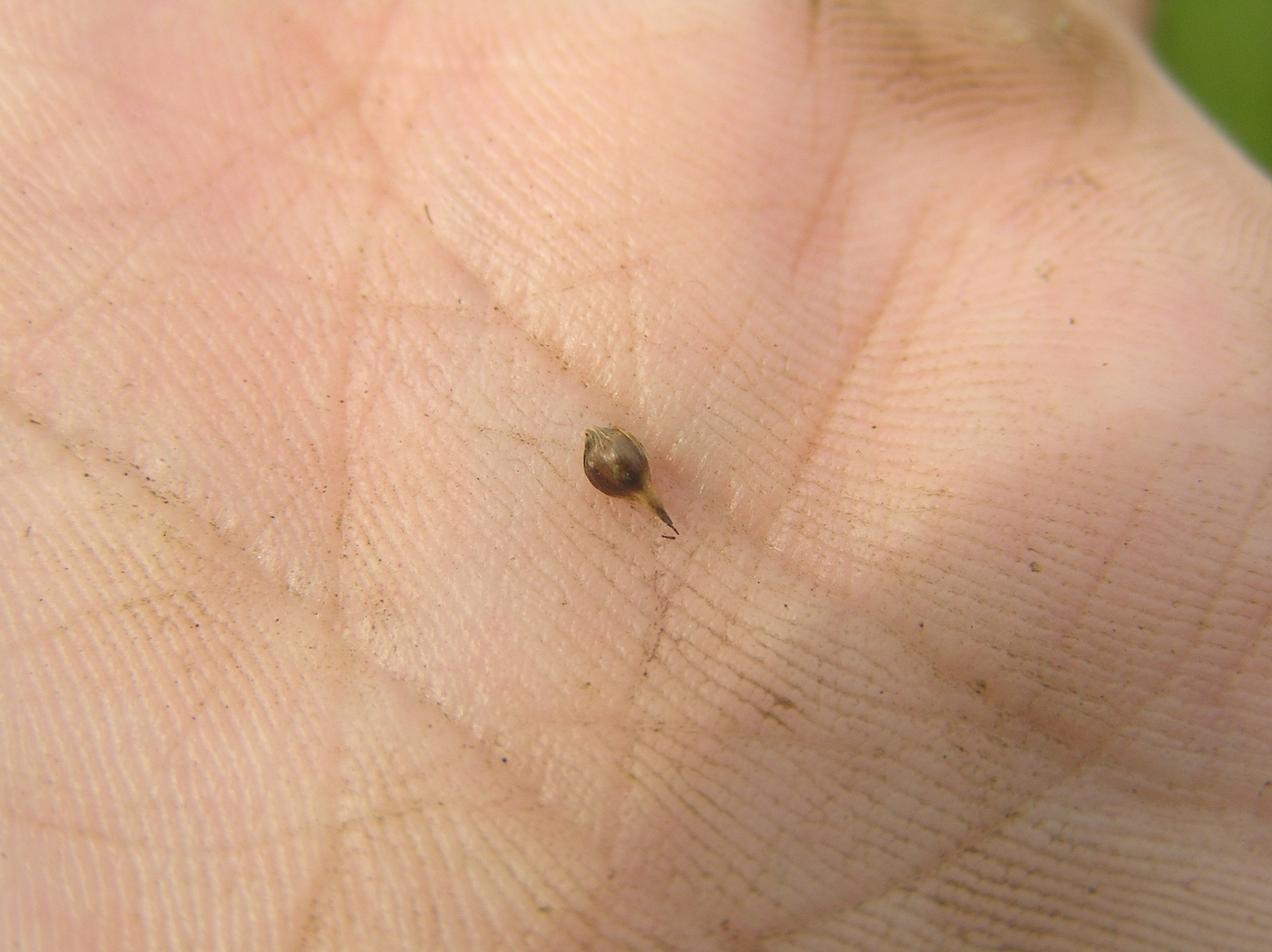
плід
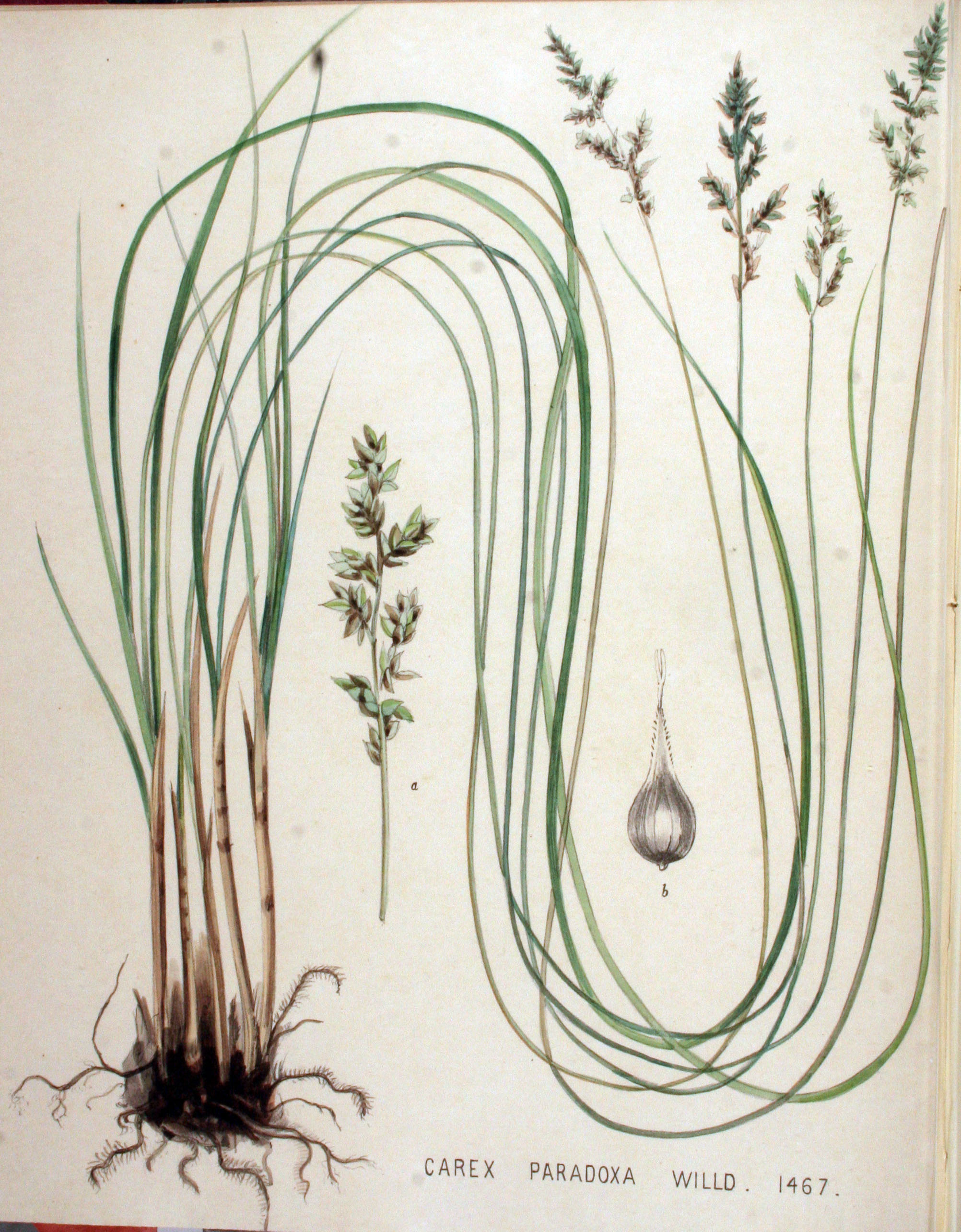
ілюстрація